# Bataille d'Orléans (463)
Pour les articles homonymes, voir Bataille d'Orléans.
Déclin de l'Empire romain d'Occident
Batailles
- Pollentia (402)
- Vérone (403)
- Fiesole (405/406)
- Passage du Rhin (406)
- Mayence (406)
- Rome (410)
- Carthage (439)
- Champs Catalauniques (451)
- Rome (455)
- Sinuessa (458)
- Carthagène (460)
- Orléans (463)
- Cap Bon (468)

La bataille d'Orléans eut lieu en 463 entre les forces romaines du magister militum Ægidius et les troupes du royaume wisigoth menées par le roi Théodoric et son frère Frédéric.

## Contexte
En 461, l'empereur romain Majorien est assassiné par Ricimer, un magister militum d'origine germanique qui souhaitait un plus grand contrôle sur l'Empire romain d'Occident. À la suite de cet événement, Ricimer proclama à sa place un empereur qu'il espérait plus contrôlable, Libius Severus, décision qui s'est retournée contre lui puisque celui-ci n'a pas été reconnu par quelques provinces ou par la moitié orientale de l'Empire.
Pendant ce temps, à la suite de l'assassinat de Majorien, le général gallo-romain Ægidius a proclamé la sécession de la Gaule du Nord en 461. Il est soutenu par le roi franc Childéric Ier.

## La bataille
Ægidius, déchu de son titre de magister militum par Ricimer, menaçait de marcher sur la péninsule italienne avec sa puissante armée. Les Wisigoths, qui voyaient peut-être là l'occasion d'étendre leur royaume au-delà de la Loire, qui représentait la frontière de leur empire, et encouragés par Ricimer à attaquer les Gallo-romains du Nord pour détourner leur attention de l'Italie, ont mobilisé leur armée. Ægidius riposta avec ses propres forces et les deux armées se rencontrèrent à Orléans en 463.
La chronique de Marius d'Avenches indique que la bataille a lieu entre Loire et Loiret (« inter ligerem et ligericinum 
»), sur la rive gauche de la Loire à Orléans.
Le conflit se termina en une coûteuse défaite de l'armée des Wisigoths, qui fut mise en déroute, et la mort de leur commandant Frédéric.

## Conséquences
Cette défaite arrêta pendant un temps les ambitions des Wisigoths dans cette région septentrionale, menacée également par les Saxons de Odoacre (Eadwacer) et gardée par le comte Paul et par les Bretons, jusqu'à la bataille de Déols de 470-471 où l'expédition romano-bretonne de Riothamus fut mise en échec par les Wisigoths.

## Sources
L'évènement est connu par plusieurs sources différentes :
- Hydace : Adversus Aegidium comitem utriusque militiae, virum, ut fama commendat, Deo bonis operibus complacentem, in Armoricana provincia Fretiricus frater Theuderici regis insurgens, cum his cum quibus fuerat, superatus occiditur. (Chronique, 218). À noter qu'Hydace place cette bataille en 461, les années 462 à 464 sont, quant à elles, manquantes.

- la Chronica Gallica de 511 : "la cinquième année du règne de Léon" [qui serait 461-462] Fredericus frater Theuderici regis pugnans cum Francis occiditur iuxta Ligerim.

- Marius d'Avenches : [sous le consulat de Basilius et Vibianus, de 463] His consulibus pugna facta est inter Aegidium et Gothos inter Ligerum et Ligericinum iuxta Aurelianis ibique interfectus est Fredericus rex Gothorum.

- Enfin, Grégoire de Tours (II, 18) évoque des combats que Childéric aurait mené à Orléans dans ces années. Beaucoup d'historiens en ont conclu, puisque qu'Ægidius avait des troupes franques, que Childéric avait été un allié et un partenaire du chef romain ; cependant, rien de concret n'indique qu'il était présent ni même en fait qu'ils aient été alliés.